# 말레이시아-인도네시아 관계
말레이시아-인도네시아 관계는 동남아시아 국가 연합의 두 회원국의 관계를 의미하며, 동남아
시아에서 제일 중요한 양자 관계 중 하나이다.

## 상세
본래 이 지역은 오스트로네시아어족과 말레이족, 그리고 인도인들이 그들의 대륙으로부터 이주하여 살던 지역이었다. 두 나라가 근대적 의미에서 외교 관계를 맺은 것은 인도네시아가 네덜란드로부터 독립하고, 말레이시아의 전신 국가인 말라야 연방이 대영 제국으로부터 독립을 한 20세기 중반부터다. 두 국가는 1957년 8월 31일에 외교 관계 수립에 합의하였다.
문화 및 언어에 있어서 두 나라는 상당히 많은 유사성을 공유하고 있다. 그러나 1960년대 초 두 국가의 관계는 부정적이었다. 말레이시아-인도네시아 대치는 당시 신생국이었던 두 국가의 갈등을 잘 보여주는 사례이다. 당시 인도네시아의 지도자인 수카르노는 말레이시아의 탄생을 영국의 신식민주의로 인식하고, 이를 저지하고자 하였다. 이는 콘프론타시(Confrontasi)로 잘 알려져 있으며, 인도네시아는 말레이시아에 대해 선전포고 없이 비공식적으로 전쟁을 벌였다. 특히 인도네시아는 사바섬과 사라왁주에 대하여 인도네시아가 문화적으로 더 가깝다고 주장하였다. 이 과정에서 오스트레일리아와 뉴질랜드는 말레이시아에 군사적 지원을 하였다. 이후 수하르토가 쿠테타를 일으켜 권력을 잡고, 기존 공산주의 성향에서 친서방주의로 노선을 바꾸면서 갈등을 일단락되고, 두 국가는 자카르타 협정으로 알려져 있는평화 협정을 맺었다. 이는 1966년에 체결되었으며, 이후 두 국가 간 무력 충돌은 잦아들게 되었다. 그러나 육상에서는 술라웨시섬, 사라왁주, 사바주의 일부 지역의 국경선들이 명확하게 구분되지 않고, 보르네오해의 해상 영역에 대한 국경 갈등이 존재한다.

## 같이 보기
- 말레이시아의 대외 관계
- 인도네시아의 대외 관계